# الأخيضر (تبوك)

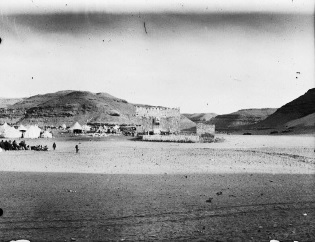
منظر للقلعة من الجنوب الشرقي، مع وجود جبال الحجاز في الخلفية ومعسكرات بدوية مباشرة إلى الغرب من الحصن، 1907

الأخيضر (بالإنجليزية: Al-Ukhaydir)‏ وتسمى أيضًا حيدر أو عقبات، هو موقع في محافظة تبوك في المملكة العربية السعودية، ويقع جنوب شرق تبوك. خلال الحكم العثماني المبكر، تم بناء حصن في الموقع، وهو جزء من شبكة التحصينات الأكبرعلى طول طريق قافلة الحج إلى المدينة المنورة ومكة.

## الأصل
اسم الحصن الأخيضر هو في اللغة العربية «للمكان الأخضر الصغير». وفقًا لعالم الآثار أندرو بيترسن، فإن الأصل الدقيق للاسم غير واضح. الاحتمال المحتمل هو أنه كان مرتبطًا بتقاليد إيليا، الذي يعرف في بلاد الشام عمومًا باسم الخضر. الخضر هو أيضا موضوع الأسطورة العربية المحلية. تم ذكر الارتباط مع الخضر من قبل المسافرين والمؤرخين الزائرين طوال الفترة العثمانية (1517–1917) وكان ضريح مخصص للخضر يقع داخل أسوار الحصن.
يقترح بيترسن أن "الاسم قد يعكس اللون الأخضر لهذا الموقع، في منطقة شديدة الجفاف". ويروي المؤرخ ريتشارد بلاكبيرن أيضًا أن "المساحات الخضراء المتناثرة تشير إلى" اسمها "أو" مكان أخضر صغير أو وادي الأخيضر (الوادي الأخضر)".

## الموقع
يقع الأخيضر جنوب تبوك في محافظة تبوك بالمملكة العربية السعودية. كانت نقطة منتصف الطريق في طريق سوريا - الحجاز، على بعد 760 كم (470 ميل) جنوب دمشق و 560 كم (350 ميل) شمال المدينة المنورة. تقع على أراضي رملية في ممر عميق محاط بمنحدرات صخرية، مغطاة جزئياً بالحمم.

## التاريخ
تم ذكر الأخيضر لأول مرة بوضوح في أوائل القرن الثالث عشر، خلال الحكم الأيوبي، من قبل الجغرافي السوري ياقوت الحموي، الذي أشار إلى أن النبي محمد صلى في الموقع في طريقه إلى تبوك في عام 630. تم بناء مسجد في المكان الذي صلى فيه، والذي كان يقع في وسط وادي (مجرى النهر الجاف) يسمى «وادي الخضير». لاحظ مسافر من القرن الرابع عشر ابن بطوطة أن وادي الأخيضر كان معزولاً في البرية وأشار إليه باسم «وادي الجحيم» حيث توفي الكثير من حجاج بسبب نقص المياه في الموقع. علاوة على ذلك، سجل أن قصة الحادثة المميتة قد أدرجت على أحد الصخور على موقع أحد الحجاج.
غزت الإمبراطورية العثمانية الحجاز، بما في ذلك الإخيضر، من المماليك بحلول عام 1517. بوقت قصير قبل ذلك، كان قد تم بناء خزان في الأخيضر، لأنه في عام 1517 وصف مصدر مجهول القتال بين القبائل على حمام السباحة، مما جعله غير قابل للاستخدام من قبل الحجاج في ذلك العام. كمحطة توقف غير محمية ومحمية للري على طريق الحج من دمشق إلى المدينة المنورة، سعى العثمانيون إلى تحصين الموقع، إلى جانب العديد من الأماكن الأخرى طوال القرن السادس عشر. أحد الأسباب الملحة بشكل خاص لتحصين الأخيضر كان بسبب تسمم خزانها بالحنظل من قبل ملهم معين، زعيم قبيلة بدوية من بني لام المفارجة، في عام 1530. واصل الملحم تخريب توقف قافلة الحج حتى هزيمته من قبل قافلة الحجاج في المعظم في خسارة كبيرة للحياة للحجاج.
لمنع التخريب المتكرر من قبل البدو، بما في ذلك المفارقة وبنو عقبة، أصدر السلطان سليمان العظيم بناء حصن في الأخيضر في 1531/32. بناءً على ذلك، أمر حاكم دمشق، مصطفى عبد الباق باشا، الرجل العربي القوي المتمركز في لاجون، الترابي بن قرعجة، ببناء حصن في الموقع، والذي اكتمل خلال أربعين يومًا. تم نشر عشرين من الإنكشارية المحلية من دمشق بشكل منتظم في الأخيضر، وتم جمع ضريبة على سلع الحجاج في الحصن للمساهمة في أجور الجنود.
في عام 1672، قام المسافر التركي إوليا جلبي بزيارة الأخيضر ووصفه بأنه مبنى مربع مبني بقوة مع مسجد، وغرف كافية لإيواء أربعين جنديًا، وغرفة منفصلة للقائد الجنيساري، و 12 مدفعًا طويلًا، وتم توفير خزان. بواسطة ثلاث قنوات. وأشار جلبي أيضًا إلى أن الموقع وجواره كان يسكنهما بدوي من أمر الحيدري الصوفي الذي زعم أن أجدادهم، علي حيدر القرار، بنى حصنًا في الموقع في عام 667 م. استنادًا إلى الحفريات التي تمت في القرن العشرين في الموقع، يستنتج عالم الآثار أندرو بيترسن أن حصنًا يرجع إلى ما قبل العثمانيين ربما كان موجودًا في الموقع. وأشار جلبي كذلك إلى أنه تم ترميم القلعة من قبل مسؤول دمشقي يدعى حيدر باشا. كما أشار المسافر الصوفي عبد الغني النابلسي إلى قوة الحصن وادعى أنها تحمل اسم «الخيضر» على اسم الشخصية الإسلامية المقدسة للخضر (التي تم تحديدها مع إيليا)، والذي حفرت بئر القلعة، حسب الأسطورة.
قام نائب الرئيس المصري محمد علي باشا بتفتيش الأخيضر في عام 1825 ووفقًا لتقرير مهندسيه، كان الحصن في حالة جيدة واحتوى على ثلاثة صهاريج صالحة للعمل وصهريج واحد في حاجة إلى الإصلاح. في وصف تشارلز دوتي للموقع في عام 1875، أشار إلى وجود ضريح داخل الحصن مخصص لإيليا (أي الخضر للمسلمين) وصهريج كبير خارج سور الحصن تم تزويده ببئر داخل الجدران. وذكر أيضًا أنه كان يوجد أكواخ حول الحصن يسكنها مزارعون محليون من «جمل بطباط» تحت حماية الحامية العثمانية.

### العصر الحديث

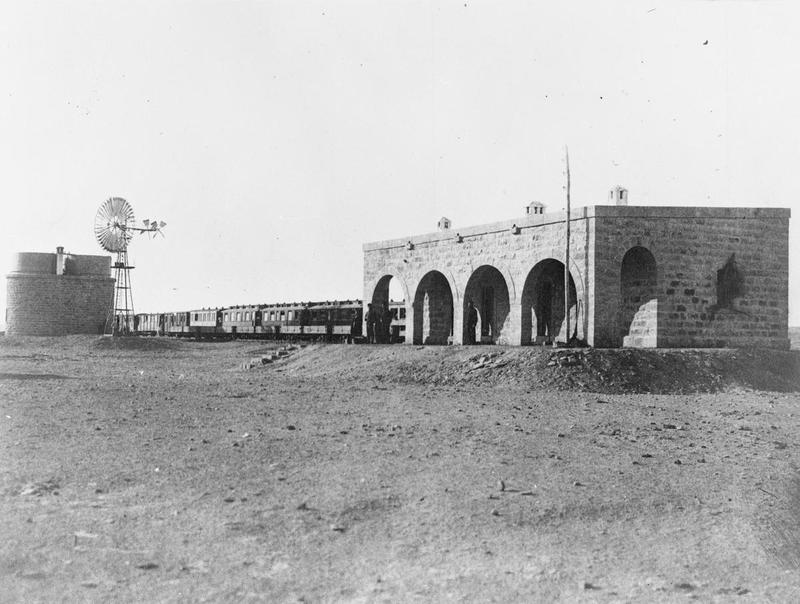
محطة سكة حديد الحجاز في الأخيضر، 1916.

في عام 1906، تم تمديد سكة حديد الحجاز، التي أنشئت جزئياً لتحل محل قافلة الحج التقليدية، لتشمل الأخيضر. كان الأخيضر في أقصى الجنوب في الحجاز حيث سمحت الإمبراطورية العثمانية للمسيحيين بالسفر. وهكذا، كان يشرف على إنشاء الجزء المتبقي من الخط جنوب الأخيضر مهندسون مصريون، بدلاً من العديد من الأوروبيين الذين استخدموا للخط الشمالي للسكك الحديدية.
بحلول عام 1907، تم استخدام القلعة كمحطة تلغراف مع ثلاثة مشغلين. في تلك السنة، قام عالم الآثار الفرنسيان أ. جوسن ور.سافيجناك بأول أعمال التنقيب الرئيسية في مدينة الأخيضر، حيث قاموا بإنتاج الصور وخطط الموقع وعصارات الكتابة العربية. كما تعرفوا على مسجد قديم على بعد 400 إلى 500 متر إلى الشمال من الحصن، زعموا أنه مسجد ياقوت الحموي المرتبط بمحمد قبل قرون. في ذلك الوقت، كان العرب المحليون يقطنون المنطقة، يزرعون علف الإبل ويخدمون الحامية.

## أسلوب البناء
كانت الحصن في الخيضر، المبنية من الحجر، واحدة من أصغر الحصون على طريق الحج. تبلغ مساحة الهيكل المربع حوالي 20 مترًا (66 قدمًا) من كل جانب، ويتكون من ثلاثة طوابق، تعلوها زينة الشرفة. كانت بوابتها المقوسة في الطرف الشمالي، وفوق ذلك، كانت عبارة عن صورة مكعبة على شكل مكعبات تقع على أربع طبقات من طبقتين. في الطابق الأرضي، كان هناك ما لا يقل عن ثماني شقوق للأسلحة، اثنتان منها على طنف، برج مسقوف في الركن الشمالي الشرقي من الحصن، واحدة مباشرة شرق البوابة واثنتان على الجدار الغربي واثنتان على الجنوب حائط. وكان الطابق العلوي بضع شقوق بندقية كذلك. تقع الأبراج في الزوايا الجنوبية الغربية والشمالية الشرقية من الحصن. كان هناك ستة صهاريج داخل الحصن، جميعها باستثناء الجزء الغربي منها مرتبط ببعضها البعض. كان أكبر صهريج 19 في 10 أمتار (62 قدم × 33 قدم) وكان أصغرها 3 في 3 أمتار (9.8 قدم × 9.8 قدم). كان شمال غرب الحصن هيكلًا مربعًا أصغر حجمًا ومدمّرًا له بوابة على جانبه الجنوبي، ويطل على أكبر صهريج للقلعة.